# 506 (numero)
Cinquecentosei (506) è il numero naturale dopo il 505 e prima del 507.

## Proprietà matematiche
- È un numero pari.
- È un numero composto con 8 divisori: 1, 2, 11, 22, 23, 46, 253, 506. Poiché la somma dei suoi divisori (escluso il numero stesso) è 358 < 506, è un numero difettivo.
- È un numero di Harshad.
- È un numero sfenico.
- È un numero piramidale quadrato.
- È un numero oblungo, ovvero della forma n(n+1).
- È un numero odioso.
- È un numero intero privo di quadrati.
- È parte delle terne pitagoriche (408, 506, 650), (506, 2760, 2806), (506, 5808, 5830), (506, 64008, 64010).

## Astronomia
- 506 Marion è un asteroide della fascia principale del sistema solare.
- NGC 506 è una stella della costellazione dei Pesci.

## Astronautica
- Cosmos 506 è un satellite artificiale russo.

## Telecomunicazioni
+506 è il prefisso telefonico internazionale della Costa Rica.